# Serie B 2020-2021 (calcio femminile)
L'edizione 2020-2021 è stata la cinquantesima edizione del campionato italiano di Serie B di calcio femminile. Il campionato è iniziato il 13 settembre 2020 e si è concluso il 23 maggio 2021. Il torneo è stato vinto dalla Lazio, che ha ottenuto la promozione in Serie A. L’altra squadra promossa è il Pomigliano, alla sua prima storica promozione in massima divisione.

## Stagione

### Novità
Dalla Serie B 2019-2020, conclusa anticipatamente dopo 16 turni, non completi, per la pandemia di COVID-19, sono stati promossi in Serie A il Napoli e il San Marino, mentre sono stati retrocessi in Serie C la Novese e il Perugia. Dalla Serie A 2019-2020, anch'essa conclusa anticipatamente dopo 16 turni non completi per la pandemia di COVID-19 sono state retrocesse il Tavagnacco (dopo 19 anni consecutivi in massima serie) e l'Orobica, mentre dalla Serie C 2019-2020 sono state promosse tutte le quattro vincitrici dei gironi: Como, Vicenza, Pontedera e Pomigliano, portando quindi il campionato ad un format a 14 squadre, con un anno di anticipo rispetto a quanto previsto, con quattro retrocessioni in Serie C.
Il 4 agosto, in seguito al Consiglio Federale della FIGC, sono state ufficializzate le non iscrizioni al campionato del Vittorio Veneto e della neopromossa Como e i ripescaggi, al loro posto, della retrocessa Perugia e del Brescia, dalla Serie C.
L'A.S.D. Riozzese ha ceduto il titolo sportivo alla neoformata società S.S.D. Riozzese Como, che ha acquisito anche il parco tesserate.
L'A.S.D. Fortitudo Mozzecane C.F. ha cambiato denominazione in S.S.D. ChievoVerona Women FM, rafforzando la collaborazione con l'A.C. ChievoVerona maschile.
L'A.S.D. Lady Granata Cittadella ha cambiato denominazione in S.S.D. Cittadella Women.

### Formato
Le 14 squadre partecipanti si affrontano in un girone all'italiana con partite di andata e ritorno per un totale di 26 giornate. Le prime due squadre classificate vengono promosse in Serie A. Retrocedono direttamente in Serie C le squadre classificate alle ultime quattro posizioni.

## Squadre partecipanti
| Club                                | Stagione | Città                      | Stadio                                                  | Stagione precedente   |
| ----------------------------------- | -------- | -------------------------- | ------------------------------------------------------- | --------------------- |
| A.C.F. Brescia C.F. S.S.D.          | dettagli | Brescia                    | Centro sportivo comunale (Rodengo-Saiano)               | 2º posto in Serie C/B |
| Cesena F.C.                         | -        | Cesena                     | Impianto sportivo Martorano                             | 9º posto in Serie B   |
| S.S.D. ChievoVerona Women FM        | dettagli | San Zeno di Mozzecane (VR) | Sinergy Stadium (Verona)                                | 6º posto in Serie B   |
| S.S.D. Cittadella Women             | -        | Cittadella (PD)            | Centro sportivo Tombolo (Tombolo)                       | 8º posto in Serie B   |
| S.S. Lazio Women 2015               | dettagli | Roma                       | Stadio Mirko Fersini (Formello)                         | 3º posto in Serie B   |
| A.S.D. Orobica Calcio Bergamo       | dettagli | Bergamo                    | Centro sportivo "Giacinto Facchetti" (Cologno al Serio) | 12º posto in Serie A  |
| A.C. Perugia Calcio                 | -        | Perugia                    | Antistadio Renato Curi                                  | 12º posto in Serie B  |
| A.S.D. Calcio Pomigliano Femminile  | dettagli | Pomigliano d'Arco (NA)     | Stadio Ugo Gobbato                                      | 1º posto in Serie C/D |
| S.S.D. U.S. Città di Pontedera C.F. | -        | Pontedera (PI)             | Stadio Ettore Mannucci                                  | 1º posto in Serie C/C |
| Ravenna Women F.C. S.S.D.           | -        | Ravenna                    | Stadio Massimo Sbrighi                                  | 4º posto in Serie B   |
| S.S.D. Riozzese Como                | dettagli | Como                       | Centro sportivo comunale (Ponte Lambro)                 | -                     |
| S.S.D. Roma Calcio Femminile        | dettagli | Roma                       | Campo sportivo Certosa                                  | 10º posto in Serie B  |
| A.S.D. U.P.C. Tavagnacco            | dettagli | Tavagnacco (UD)            | Stadio comunale                                         | 11º posto in Serie A  |
| A.S.D. Vicenza C.F.                 | -        | Vicenza                    | Campo comunale Tavernelle (Altavilla Vicentina)         | 1º posto in Serie C/B |

## Allenatori e primatisti
| Squadra         | Allenatore                                           | Giocatrice più presente (tra parentesi il numero delle presenze) | Capocannoniere (tra parentesi il numero dei gol segnati) |
| --------------- | ---------------------------------------------------- | ---------------------------------------------------------------- | -------------------------------------------------------- |
| Brescia         | Simone Bragantini (1ª-16ª) Fabio Treccani (17ª-26ª)  | Elisa Galbiati, Serena Magri (26)                                | Luana Merli (9)                                          |
| Cesena          | Roberto Rossi                                        | Paola Cuciniello, Maddalena Porcarelli (26)                      | Maddalena Porcarelli (8)                                 |
| ChievoVerona FM | Moreno Dalla Pozza (1ª-13ª) Michele Ardito (14ª-26ª) | Alessia Pecchini, Sara Tardini, Irina Alexandra Tunoaia (25)     | Stefania Dallagiacoma, Rachele Peretti (7)               |
| Cittadella      | Fabiana Comin (1ª-4ª) Ilenia Nicoli (5ª-26ª)         | Ilaria Toniolo (26)                                              | Beatrice Zorzan (6)                                      |
| Lazio           | Ashraf Seleman (1ª-14ª) Carolina Morace (15ª-26ª)    | Adriana Martín, Noemi Visentin (26)                              | Adriana Martín (26)                                      |
| Orobica         | Marianna Marini                                      | Giorgia De Vecchis, Alice Foti, Marzia Visani (26)               | Sandra Žigić (8)                                         |
| Perugia         | Luciano Mancini                                      | Rangana Timo (26)                                                | Giulia Piselli (2)                                       |
| Pomigliano      | Salvatore Esposito (1ª-16ª) Manuela Tesse (17ª-26ª)  | Emanuela Schioppo (25)                                           | Romina Pinna (12)                                        |
| Pontedera       | Renzo Ulivieri                                       | 5 giocatrici (26)                                                | Sandy Iannella (11)                                      |
| Ravenna         | Alessandro Recenti                                   | Matilde Copetti (26)                                             | Simona Cimatti (9)                                       |
| Riozzese Como   | Pablo Wergifker (1ª-18ª) Fabio Calcaterra (19ª-26ª)  | Giulia Fusar Poli, Alessia Rognoni (26)                          | Greta Di Luzio, Alessia Rognoni (9)                      |
| Roma CF         | Marco Galletti (1ª-16ª) Roberto Piras (17ª-26ª)      | Claudia Maria Silvi (26)                                         | Julia Glaser (16)                                        |
| Tavagnacco      | Chiara Orlando (1ª-22ª) Marco Rossi (23ª-26ª)        | Elisa Donda, Caterina Ferin (26)                                 | Caterina Ferin (7)                                       |
| Vicenza         | Cristian Dori                                        | Francisca Yeboaa (26)                                            | Francisca Yeboaa (14)                                    |

## Classifica finale
Fonte: sito ufficiale FIGC.
|  | Pos. | Squadra         | Pt | G  | V  | N  | P  | GF | GS | DR  |
|  | ---- | --------------- | -- | -- | -- | -- | -- | -- | -- | --- |
|  | 1.   | Lazio           | 53 | 26 | 14 | 11 | 1  | 62 | 21 | +41 |
|  | 2.   | Pomigliano      | 49 | 26 | 15 | 4  | 7  | 49 | 32 | +17 |
|  | 3.   | Ravenna         | 44 | 26 | 12 | 8  | 6  | 37 | 25 | +12 |
|  | 4.   | Riozzese Como   | 40 | 26 | 10 | 10 | 6  | 40 | 30 | +10 |
|  | 5.   | Tavagnacco      | 40 | 26 | 11 | 7  | 8  | 36 | 27 | +9  |
|  | 6.   | Cesena          | 39 | 26 | 11 | 6  | 9  | 30 | 26 | +4  |
|  | 7.   | Cittadella      | 38 | 26 | 10 | 8  | 8  | 34 | 36 | -2  |
|  | 8.   | Brescia         | 37 | 26 | 9  | 10 | 7  | 32 | 30 | +2  |
|  | 9.   | ChievoVerona FM | 35 | 26 | 10 | 5  | 11 | 36 | 41 | -5  |
|  | 10.  | Roma CF         | 34 | 26 | 10 | 4  | 12 | 35 | 35 | 0   |
|  | 11.  | Orobica         | 33 | 26 | 8  | 9  | 9  | 33 | 30 | +3  |
|  | 12.  | Vicenza         | 28 | 26 | 6  | 10 | 10 | 44 | 44 | 0   |
|  | 13.  | Pontedera       | 21 | 26 | 5  | 6  | 15 | 23 | 43 | -20 |
|  | 14.  | Perugia         | 5  | 26 | 1  | 2  | 23 | 11 | 82 | -71 |

Legenda:
      Promosse in Serie A 2021-2022.
      Retrocesse in Serie C 2021-2022.
Note:
Tre punti a vittoria, uno a pareggio, zero a sconfitta.
In caso di arrivo di due o più squadre a pari punti, la graduatoria verrà stilata secondo la classifica avulsa tra le squadre interessate che prevede, in ordine, i seguenti criteri:
- Punti negli scontri diretti
- Differenza reti negli scontri diretti
- Differenza reti generale
- Reti realizzate in generale
- Sorteggio

## Risultati

### Tabellone
|                 | Bre  | Ces  | Chi  | Cit  | Laz  | Oro  | Per  | Pom  | Pon  | Rav  | RCo  | Rom  | Tav  | Vic  |
| --------------- | ---- | ---- | ---- | ---- | ---- | ---- | ---- | ---- | ---- | ---- | ---- | ---- | ---- | ---- |
| Brescia         | –––– | 1-0  | 1-4  | 0-0  | 1-1  | 1-1  | 2-0  | 0-1  | 2-0  | 0-1  | 1-2  | 1-3  | 1-2  | 2-2  |
| Cesena          | 2-0  | –––– | 1-0  | 1-2  | 1-1  | 1-1  | 4-0  | 0-2  | 4-1  | 0-2  | 0-0  | 0-4  | 0-0  | 2-1  |
| ChievoVerona FM | 0-2  | 1-3  | –––– | 4-0  | 0-3  | 0-3  | 3-1  | 0-0  | 1-1  | 1-1  | 2-1  | 1-0  | 3-1  | 6-2  |
| Cittadella      | 1-1  | 1-0  | 2-1  | –––– | 1-1  | 1-0  | 3-1  | 1-3  | 1-0  | 1-2  | 1-3  | 5-1  | 1-3  | 2-0  |
| Lazio           | 3-3  | 2-2  | 5-0  | 1-1  | –––– | 1-1  | 3-0  | 3-1  | 1-1  | 4-0  | 1-1  | 2-1  | 2-1  | 3-2  |
| Orobica         | 0-1  | 1-1  | 3-0  | 0-0  | 0-3  | –––– | 1-0  | 3-3  | 1-2  | 1-1  | 2-1  | 0-0  | 0-1  | 2-4  |
| Perugia         | 0-2  | 0-1  | 0-1  | 2-3  | 1-7  | 0-5  | –––– | 2-7  | 0-0  | 0-5  | 3-0  | 0-2  | 0-3  | 0-4  |
| Pomigliano      | 1-2  | 1-0  | 1-3  | 4-0  | 0-2  | 2-1  | 4-0  | –––– | 1-0  | 3-1  | 2-0  | 1-4  | 2-2  | 3-3  |
| Pontedera       | 2-3  | 0-2  | 1-0  | 0-0  | 1-10 | 0-2  | 4-0  | 0-1  | –––– | 0-1  | 1-3  | 2-0  | 0-1  | 0-1  |
| Ravenna         | 1-1  | 2-0  | 2-0  | 2-3  | 1-0  | 2-2  | 4-0  | 1-0  | 1-1  | –––– | 1-2  | 3-0  | 1-0  | 1-1  |
| Riozzese Como   | 2-2  | 2-0  | 3-0  | 0-0  | 0-0  | 0-1  | 1-1  | 2-1  | 2-1  | 1-0  | –––– | 5-0  | 1-2  | 4-4  |
| Roma CF         | 1-1  | 0-1  | 0-0  | 2-1  | 1-2  | 2-0  | 4-0  | 1-2  | 0-1  | 3-0  | 2-2  | –––– | 1-0  | 1-0  |
| Tavagnacco      | 0-1  | 1-3  | 2-3  | 2-2  | 0-0  | 2-0  | 5-0  | 1-2  | 2-1  | 0-0  | 1-1  | 1-0  | –––– | 1-1  |
| Vicenza         | 0-0  | 0-1  | 2-2  | 2-1  | 0-1  | 1-2  | 4-0  | 0-1  | 3-3  | 1-1  | 1-1  | 4-2  | 1-2  | –––– |

### Calendario
| andata (1ª) | andata (1ª) | 1ª giornata                | ritorno (14ª) | ritorno (14ª) |
|             |             |                            |               |               |
| 13 set.     | 2-1         | Cittadella-ChievoVerona FM | 0-4           | 24 gen.       |
| 13 set.     | 3-0         | Perugia-Riozzese Como      | 1-1           | 24 gen.       |
| 13 set.     | 2-2         | Pomigliano-Tavagnacco      | 2-1           | 3 apr.        |
| 13 set.     | 1-10        | Pontedera-Lazio            | 1-1           | 24 gen.       |
| 13 set.     | 2-0         | Ravenna-Cesena             | 2-0           | 24 gen.       |
| 13 set.     | 2-0         | Roma CF-Orobica            | 0-0           | 24 gen.       |
| 13 set.     | 0-0         | Vicenza-Brescia            | 2-2           | 24 gen.       |

| andata (2ª) | andata (2ª) | 2ª giornata             | ritorno (15ª) | ritorno (15ª) |
|             |             |                         |               |               |
| 20 set.     | 2-0         | Brescia-Perugia         | 2-0           | 14 mar.       |
| 20 set.     | 0-2         | Cesena-Pomigliano       | 0-1           | 7 feb.        |
| 20 set.     | 1-1         | ChievoVerona FM-Ravenna | 0-2           | 7 feb.        |
| 19 set.     | 1-1         | Lazio-Cittadella        | 1-1           | 7 feb.        |
| 20 set.     | 2-4         | Orobica-Vicenza         | 2-1           | 7 feb.        |
| 20 set.     | 5-0         | Riozzese Como-Roma CF   | 2-2           | 7 feb.        |
| 20 set.     | 2-1         | Tavagnacco-Pontedera    | 1-0           | 7 feb.        |

| andata (1ª) | andata (1ª) | 1ª giornata                | ritorno (14ª) | ritorno (14ª) |
|             |             |                            |               |               |
| 13 set.     | 2-1         | Cittadella-ChievoVerona FM | 0-4           | 24 gen.       |
| 13 set.     | 3-0         | Perugia-Riozzese Como      | 1-1           | 24 gen.       |
| 13 set.     | 2-2         | Pomigliano-Tavagnacco      | 2-1           | 3 apr.        |
| 13 set.     | 1-10        | Pontedera-Lazio            | 1-1           | 24 gen.       |
| 13 set.     | 2-0         | Ravenna-Cesena             | 2-0           | 24 gen.       |
| 13 set.     | 2-0         | Roma CF-Orobica            | 0-0           | 24 gen.       |
| 13 set.     | 0-0         | Vicenza-Brescia            | 2-2           | 24 gen.       |

| andata (2ª) | andata (2ª) | 2ª giornata             | ritorno (15ª) | ritorno (15ª) |
|             |             |                         |               |               |
| 20 set.     | 2-0         | Brescia-Perugia         | 2-0           | 14 mar.       |
| 20 set.     | 0-2         | Cesena-Pomigliano       | 0-1           | 7 feb.        |
| 20 set.     | 1-1         | ChievoVerona FM-Ravenna | 0-2           | 7 feb.        |
| 19 set.     | 1-1         | Lazio-Cittadella        | 1-1           | 7 feb.        |
| 20 set.     | 2-4         | Orobica-Vicenza         | 2-1           | 7 feb.        |
| 20 set.     | 5-0         | Riozzese Como-Roma CF   | 2-2           | 7 feb.        |
| 20 set.     | 2-1         | Tavagnacco-Pontedera    | 1-0           | 7 feb.        |

| andata (3ª) | andata (3ª) | 3ª giornata             | ritorno (16ª) | ritorno (16ª) |
|             |             |                         |               |               |
| 4 ott.      | 1-3         | ChievoVerona FM-Cesena  | 0-1           | 21 feb.       |
| 4 ott.      | 2-0         | Cittadella-Vicenza      | 1-2           | 21 feb.       |
| 4 ott.      | 1-7         | Perugia-Lazio           | 0-3           | 1º apr.       |
| 4 ott.      | 1-3         | Pontedera-Riozzese Como | 1-2           | 21 feb.       |
| 4 ott.      | 2-2         | Ravenna-Orobica         | 1-1           | 21 feb.       |
| 4 ott.      | 1-2         | Roma CF-Pomigliano      | 4-1           | 21 feb.       |
| 4 ott.      | 0-1         | Tavagnacco-Brescia      | 2-1           | 21 feb.       |

| andata (4ª) | andata (4ª) | 4ª giornata             | ritorno (17ª) | ritorno (17ª) |
|             |             |                         |               |               |
| 11 ott.     | 1-4         | Brescia-ChievoVerona FM | 2-0           | 28 feb.       |
| 11 ott.     | 4-0         | Cesena-Perugia          | 1-0           | 28 feb.       |
| 11 ott.     | 1-1         | Lazio-Riozzese Como     | 0-0           | 28 feb.       |
| 11 ott.     | 0-1         | Orobica-Tavagnacco      | 0-2           | 28 feb.       |
| 11 ott.     | 4-0         | Pomigliano-Cittadella   | 3-1           | 28 feb.       |
| 11 ott.     | 3-0         | Ravenna-Roma CF         | 0-3           | 28 feb.       |
| 11 ott.     | 3-3         | Vicenza-Pontedera       | 1-0           | 28 feb.       |

| andata (3ª) | andata (3ª) | 3ª giornata             | ritorno (16ª) | ritorno (16ª) |
|             |             |                         |               |               |
| 4 ott.      | 1-3         | ChievoVerona FM-Cesena  | 0-1           | 21 feb.       |
| 4 ott.      | 2-0         | Cittadella-Vicenza      | 1-2           | 21 feb.       |
| 4 ott.      | 1-7         | Perugia-Lazio           | 0-3           | 1º apr.       |
| 4 ott.      | 1-3         | Pontedera-Riozzese Como | 1-2           | 21 feb.       |
| 4 ott.      | 2-2         | Ravenna-Orobica         | 1-1           | 21 feb.       |
| 4 ott.      | 1-2         | Roma CF-Pomigliano      | 4-1           | 21 feb.       |
| 4 ott.      | 0-1         | Tavagnacco-Brescia      | 2-1           | 21 feb.       |

| andata (4ª) | andata (4ª) | 4ª giornata             | ritorno (17ª) | ritorno (17ª) |
|             |             |                         |               |               |
| 11 ott.     | 1-4         | Brescia-ChievoVerona FM | 2-0           | 28 feb.       |
| 11 ott.     | 4-0         | Cesena-Perugia          | 1-0           | 28 feb.       |
| 11 ott.     | 1-1         | Lazio-Riozzese Como     | 0-0           | 28 feb.       |
| 11 ott.     | 0-1         | Orobica-Tavagnacco      | 0-2           | 28 feb.       |
| 11 ott.     | 4-0         | Pomigliano-Cittadella   | 3-1           | 28 feb.       |
| 11 ott.     | 3-0         | Ravenna-Roma CF         | 0-3           | 28 feb.       |
| 11 ott.     | 3-3         | Vicenza-Pontedera       | 1-0           | 28 feb.       |

| andata (5ª) | andata (5ª) | 5ª giornata                | ritorno (18ª) | ritorno (18ª) |
|             |             |                            |               |               |
| 18 ott.     | 0-0         | ChievoVerona FM-Pomigliano | 3-1           | 7 mar.        |
| 14 feb.     | 5-1         | Cittadella-Roma CF         | 1-2           | 7 mar.        |
| 18 ott.     | 3-3         | Lazio-Brescia              | 1-1           | 7 mar.        |
| 18 ott.     | 0-4         | Perugia-Vicenza            | 0-4           | 7 mar.        |
| 18 ott.     | 0-2         | Pontedera-Cesena           | 1-4           | 7 mar.        |
| 18 ott.     | 0-1         | Riozzese Como-Orobica      | 1-2           | 7 mar.        |
| 18 ott.     | 0-0         | Tavagnacco-Ravenna         | 0-1           | 24 apr.       |

| andata (6ª) | andata (6ª) | 6ª giornata              | ritorno (19ª) | ritorno (19ª) |
|             |             |                          |               |               |
| 25 ott.     | 1-1         | Cesena-Lazio             | 2-2           | 14 mar.       |
| 25 ott.     | 1-3         | Cittadella-Riozzese Como | 0-0           | 21 mar.       |
| 9 dic.      | 3-0         | Orobica-ChievoVerona FM  | 3-0           | 21 mar.       |
| 3 gen.      | 4-0         | Pomigliano-Perugia       | 7-2           | 21 mar.       |
| 25 ott.     | 1-1         | Ravenna-Brescia          | 1-0           | 21 mar.       |
| 22 nov.     | 0-1         | Roma CF-Pontedera        | 0-2           | 21 mar.       |
| 25 ott.     | 1-2         | Vicenza-Tavagnacco       | 1-1           | 21 mar.       |

| andata (5ª) | andata (5ª) | 5ª giornata                | ritorno (18ª) | ritorno (18ª) |
|             |             |                            |               |               |
| 18 ott.     | 0-0         | ChievoVerona FM-Pomigliano | 3-1           | 7 mar.        |
| 14 feb.     | 5-1         | Cittadella-Roma CF         | 1-2           | 7 mar.        |
| 18 ott.     | 3-3         | Lazio-Brescia              | 1-1           | 7 mar.        |
| 18 ott.     | 0-4         | Perugia-Vicenza            | 0-4           | 7 mar.        |
| 18 ott.     | 0-2         | Pontedera-Cesena           | 1-4           | 7 mar.        |
| 18 ott.     | 0-1         | Riozzese Como-Orobica      | 1-2           | 7 mar.        |
| 18 ott.     | 0-0         | Tavagnacco-Ravenna         | 0-1           | 24 apr.       |

| andata (6ª) | andata (6ª) | 6ª giornata              | ritorno (19ª) | ritorno (19ª) |
|             |             |                          |               |               |
| 25 ott.     | 1-1         | Cesena-Lazio             | 2-2           | 14 mar.       |
| 25 ott.     | 1-3         | Cittadella-Riozzese Como | 0-0           | 21 mar.       |
| 9 dic.      | 3-0         | Orobica-ChievoVerona FM  | 3-0           | 21 mar.       |
| 3 gen.      | 4-0         | Pomigliano-Perugia       | 7-2           | 21 mar.       |
| 25 ott.     | 1-1         | Ravenna-Brescia          | 1-0           | 21 mar.       |
| 22 nov.     | 0-1         | Roma CF-Pontedera        | 0-2           | 21 mar.       |
| 25 ott.     | 1-2         | Vicenza-Tavagnacco       | 1-1           | 21 mar.       |

| andata (7ª) | andata (7ª) | 7ª giornata                   | ritorno (20ª) | ritorno (20ª) |
|             |             |                               |               |               |
| 8 nov.      | 1-1         | Brescia-Orobica               | 1-0           | 28 mar.       |
| 9 dic.      | 3-1         | Lazio-Pomigliano              | 2-0           | 28 mar.       |
| 10 gen.     | 2-3         | Perugia-Cittadella            | 1-3           | 28 mar.       |
| 8 nov.      | 0-1         | Pontedera-Ravenna             | 1-1           | 28 mar.       |
| 3 gen.      | 3-0         | Riozzese Como-ChievoVerona FM | 1-2           | 28 mar.       |
| 3 gen.      | 1-3         | Tavagnacco-Cesena             | 0-0           | 28 mar.       |
| 10 gen.     | 4-2         | Vicenza-Roma CF               | 0-1           | 28 mar.       |

| andata (8ª) | andata (8ª) | 8ª giornata           | ritorno (21ª) | ritorno (21ª) |
|             |             |                       |               |               |
| 15 nov.     | 0-0         | Cesena-Riozzese Como  | 0-2           | 11 apr.       |
| 6 gen.      | 0-3         | ChievoVerona FM-Lazio | 0-5           | 11 apr.       |
| 6 gen.      | 1-3         | Cittadella-Tavagnacco | 2-2           | 11 apr.       |
| 15 nov.     | 1-2         | Orobica-Pontedera     | 2-0           | 11 apr.       |
| 31 gen.     | 3-3         | Pomigliano-Vicenza    | 1-0           | 11 apr.       |
| 6 gen.      | 4-0         | Ravenna-Perugia       | 5-0           | 10 apr.       |
| 31 gen.     | 1-1         | Roma CF-Brescia       | 3-1           | 11 apr.       |

| andata (7ª) | andata (7ª) | 7ª giornata                   | ritorno (20ª) | ritorno (20ª) |
|             |             |                               |               |               |
| 8 nov.      | 1-1         | Brescia-Orobica               | 1-0           | 28 mar.       |
| 9 dic.      | 3-1         | Lazio-Pomigliano              | 2-0           | 28 mar.       |
| 10 gen.     | 2-3         | Perugia-Cittadella            | 1-3           | 28 mar.       |
| 8 nov.      | 0-1         | Pontedera-Ravenna             | 1-1           | 28 mar.       |
| 3 gen.      | 3-0         | Riozzese Como-ChievoVerona FM | 1-2           | 28 mar.       |
| 3 gen.      | 1-3         | Tavagnacco-Cesena             | 0-0           | 28 mar.       |
| 10 gen.     | 4-2         | Vicenza-Roma CF               | 0-1           | 28 mar.       |

| andata (8ª) | andata (8ª) | 8ª giornata           | ritorno (21ª) | ritorno (21ª) |
|             |             |                       |               |               |
| 15 nov.     | 0-0         | Cesena-Riozzese Como  | 0-2           | 11 apr.       |
| 6 gen.      | 0-3         | ChievoVerona FM-Lazio | 0-5           | 11 apr.       |
| 6 gen.      | 1-3         | Cittadella-Tavagnacco | 2-2           | 11 apr.       |
| 15 nov.     | 1-2         | Orobica-Pontedera     | 2-0           | 11 apr.       |
| 31 gen.     | 3-3         | Pomigliano-Vicenza    | 1-0           | 11 apr.       |
| 6 gen.      | 4-0         | Ravenna-Perugia       | 5-0           | 10 apr.       |
| 31 gen.     | 1-1         | Roma CF-Brescia       | 3-1           | 11 apr.       |

| andata (9ª) | andata (9ª) | 9ª giornata                | ritorno (22ª) | ritorno (22ª) |
|             |             |                            |               |               |
| 29 nov.     | 1-0         | Brescia-Cesena             | 0-2           | 18 apr.       |
| 6 dic.      | 1-1         | Lazio-Orobica              | 3-0           | 18 apr.       |
| 17 mar.     | 0-2         | Perugia-Roma CF            | 0-4           | 18 apr.       |
| 31 gen.     | 0-0         | Pontedera-Cittadella       | 0-1           | 18 apr.       |
| 29 nov.     | 2-1         | Riozzese Como-Pomigliano   | 0-2           | 18 apr.       |
| 29 nov.     | 2-3         | Tavagnacco-ChievoVerona FM | 1-3           | 18 apr.       |
| 14 feb.     | 1-1         | Vicenza-Ravenna            | 1-1           | 18 apr.       |

| andata (10ª) | andata (10ª) | 10ª giornata            | ritorno (23ª) | ritorno (23ª) |
|              |              |                         |               |               |
| 6 dic.       | 1-2          | Brescia-Riozzese Como   | 2-2           | 12 mag.       |
| 6 dic.       | 2-1          | Cesena-Vicenza          | 1-0           | 2 mag.        |
| 5 dic.       | 3-1          | ChievoVerona FM-Perugia | 1-0           | 2 mag.        |
| 20 gen.      | 0-0          | Orobica-Cittadella      | 0-1           | 2 mag.        |
| 6 dic.       | 1-0          | Pomigliano-Pontedera    | 1-0           | 2 mag.        |
| 31 gen.      | 1-0          | Ravenna-Lazio           | 0-4           | 2 mag.        |
| 14 mar.      | 1-0          | Roma CF-Tavagnacco      | 0-1           | 2 mag.        |

| andata (9ª) | andata (9ª) | 9ª giornata                | ritorno (22ª) | ritorno (22ª) |
|             |             |                            |               |               |
| 29 nov.     | 1-0         | Brescia-Cesena             | 0-2           | 18 apr.       |
| 6 dic.      | 1-1         | Lazio-Orobica              | 3-0           | 18 apr.       |
| 17 mar.     | 0-2         | Perugia-Roma CF            | 0-4           | 18 apr.       |
| 31 gen.     | 0-0         | Pontedera-Cittadella       | 0-1           | 18 apr.       |
| 29 nov.     | 2-1         | Riozzese Como-Pomigliano   | 0-2           | 18 apr.       |
| 29 nov.     | 2-3         | Tavagnacco-ChievoVerona FM | 1-3           | 18 apr.       |
| 14 feb.     | 1-1         | Vicenza-Ravenna            | 1-1           | 18 apr.       |

| andata (10ª) | andata (10ª) | 10ª giornata            | ritorno (23ª) | ritorno (23ª) |
|              |              |                         |               |               |
| 6 dic.       | 1-2          | Brescia-Riozzese Como   | 2-2           | 12 mag.       |
| 6 dic.       | 2-1          | Cesena-Vicenza          | 1-0           | 2 mag.        |
| 5 dic.       | 3-1          | ChievoVerona FM-Perugia | 1-0           | 2 mag.        |
| 20 gen.      | 0-0          | Orobica-Cittadella      | 0-1           | 2 mag.        |
| 6 dic.       | 1-0          | Pomigliano-Pontedera    | 1-0           | 2 mag.        |
| 31 gen.      | 1-0          | Ravenna-Lazio           | 0-4           | 2 mag.        |
| 14 mar.      | 1-0          | Roma CF-Tavagnacco      | 0-1           | 2 mag.        |

| andata (11ª) | andata (11ª) | 11ª giornata            | ritorno (24ª) | ritorno (24ª) |
|              |              |                         |               |               |
| 13 dic.      | 1-0          | Cittadella-Cesena       | 2-1           | 9 mag.        |
| 13 dic.      | 2-1          | Pomigliano-Orobica      | 3-3           | 9 mag.        |
| 13 dic.      | 2-3          | Pontedera-Brescia       | 0-2           | 9 mag.        |
| 13 dic.      | 1-0          | Riozzese Como-Ravenna   | 2-1           | 9 mag.        |
| 17 feb.      | 1-2          | Roma CF-Lazio           | 1-2           | 9 mag.        |
| 13 dic.      | 5-0          | Tavagnacco-Perugia      | 3-0           | 9 mag.        |
| 13 dic.      | 2-2          | Vicenza-ChievoVerona FM | 2-6           | 9 mag.        |

| andata (12ª) | andata (12ª) | 12ª giornata             | ritorno (25ª) | ritorno (25ª) |
|              |              |                          |               |               |
| 20 dic.      | 0-1          | Brescia-Pomigliano       | 2-1           | 16 mag.       |
| 20 dic.      | 1-1          | Cesena-Orobica           | 1-1           | 16 mag.       |
| 3 apr.       | 1-0          | ChievoVerona FM-Roma CF  | 0-0           | 16 mag.       |
| 20 dic.      | 3-2          | Lazio-Vicenza            | 1-0           | 16 mag.       |
| 20 dic.      | 0-0          | Perugia-Pontedera        | 0-4           | 16 mag.       |
| 20 dic.      | 2-3          | Ravenna-Cittadella       | 2-1           | 16 mag.       |
| 20 dic.      | 1-2          | Riozzese Como-Tavagnacco | 1-1           | 16 mag.       |

| andata (11ª) | andata (11ª) | 11ª giornata            | ritorno (24ª) | ritorno (24ª) |
|              |              |                         |               |               |
| 13 dic.      | 1-0          | Cittadella-Cesena       | 2-1           | 9 mag.        |
| 13 dic.      | 2-1          | Pomigliano-Orobica      | 3-3           | 9 mag.        |
| 13 dic.      | 2-3          | Pontedera-Brescia       | 0-2           | 9 mag.        |
| 13 dic.      | 1-0          | Riozzese Como-Ravenna   | 2-1           | 9 mag.        |
| 17 feb.      | 1-2          | Roma CF-Lazio           | 1-2           | 9 mag.        |
| 13 dic.      | 5-0          | Tavagnacco-Perugia      | 3-0           | 9 mag.        |
| 13 dic.      | 2-2          | Vicenza-ChievoVerona FM | 2-6           | 9 mag.        |

| andata (12ª) | andata (12ª) | 12ª giornata             | ritorno (25ª) | ritorno (25ª) |
|              |              |                          |               |               |
| 20 dic.      | 0-1          | Brescia-Pomigliano       | 2-1           | 16 mag.       |
| 20 dic.      | 1-1          | Cesena-Orobica           | 1-1           | 16 mag.       |
| 3 apr.       | 1-0          | ChievoVerona FM-Roma CF  | 0-0           | 16 mag.       |
| 20 dic.      | 3-2          | Lazio-Vicenza            | 1-0           | 16 mag.       |
| 20 dic.      | 0-0          | Perugia-Pontedera        | 0-4           | 16 mag.       |
| 20 dic.      | 2-3          | Ravenna-Cittadella       | 2-1           | 16 mag.       |
| 20 dic.      | 1-2          | Riozzese Como-Tavagnacco | 1-1           | 16 mag.       |

| \| andata (13ª) \| andata (13ª) \| 13ª giornata \| ritorno (26ª) \| ritorno (26ª) \| \| \| \| \| \| \| \| 17 gen. \| 1-1 \| Cittadella-Brescia \| 0-0 \| 23 mag. \| \| 17 gen. \| 1-0 \| Orobica-Perugia \| 5-0 \| 23 mag. \| \| 17 gen. \| 3-1 \| Pomigliano-Ravenna \| 0-1 \| 23 mag. \| \| 17 gen. \| 1-0 \| Pontedera-ChievoVerona FM \| 1-1 \| 23 mag. \| \| 17 gen. \| 0-1 \| Roma CF-Cesena \| 4-0 \| 23 mag. \| \| 14 feb. \| 0-0 \| Tavagnacco-Lazio \| 1-2 \| 23 mag. \| \| 17 gen. \| 1-1 \| Vicenza-Riozzese Como \| 4-4 \| 23 mag. \| |              |                           |               |               |
| andata (13ª) | andata (13ª) | 13ª giornata              | ritorno (26ª) | ritorno (26ª) |
| |              |                           |               |               |
| 17 gen. | 1-1          | Cittadella-Brescia        | 0-0           | 23 mag.       |
| 17 gen. | 1-0          | Orobica-Perugia           | 5-0           | 23 mag.       |
| 17 gen. | 3-1          | Pomigliano-Ravenna        | 0-1           | 23 mag.       |
| 17 gen. | 1-0          | Pontedera-ChievoVerona FM | 1-1           | 23 mag.       |
| 17 gen. | 0-1          | Roma CF-Cesena            | 4-0           | 23 mag.       |
| 14 feb. | 0-0          | Tavagnacco-Lazio          | 1-2           | 23 mag.       |
| 17 gen. | 1-1          | Vicenza-Riozzese Como     | 4-4           | 23 mag.       |

| andata (13ª) | andata (13ª) | 13ª giornata              | ritorno (26ª) | ritorno (26ª) |
|              |              |                           |               |               |
| 17 gen.      | 1-1          | Cittadella-Brescia        | 0-0           | 23 mag.       |
| 17 gen.      | 1-0          | Orobica-Perugia           | 5-0           | 23 mag.       |
| 17 gen.      | 3-1          | Pomigliano-Ravenna        | 0-1           | 23 mag.       |
| 17 gen.      | 1-0          | Pontedera-ChievoVerona FM | 1-1           | 23 mag.       |
| 17 gen.      | 0-1          | Roma CF-Cesena            | 4-0           | 23 mag.       |
| 14 feb.      | 0-0          | Tavagnacco-Lazio          | 1-2           | 23 mag.       |
| 17 gen.      | 1-1          | Vicenza-Riozzese Como     | 4-4           | 23 mag.       |

## Statistiche

### Squadre

#### Capoliste solitarie
|    | —— | —— | ——         | ——         | —— | ——      | ——      | ——            | ——            | ——            | ——  | ——         | ——         | ——         | ——         | ——         | ——         | ——         | ——         | ——         | ——         | ——         | ——         | ——    | ——    | —— |  |
|    |    |    | Pomigliano | Pomigliano |    | Ravenna | Ravenna | Riozzese Como | Riozzese Como | Riozzese Como |     | Pomigliano | Pomigliano | Pomigliano | Pomigliano | Pomigliano | Pomigliano | Pomigliano | Pomigliano | Pomigliano | Pomigliano | Pomigliano | Pomigliano | Lazio | Lazio |    |  |
|    |    |    |            |            |    |         |         |               |               |               |     |            |            |            |            |            |            |            |            |            |            |            |            |       |       |    |  |
|    |    |    |            |            |    |         |         |               |               |               |     |            |            |            |            |            |            |            |            |            |            |            |            |       |       |    |  |
| 1ª | 2ª | 3ª | 4ª         | 5ª         | 6ª | 7ª      | 8ª      | 9ª            | 10ª           | 11ª           | 12ª | 13ª        | 14ª        | 15ª        | 16ª        | 17ª        | 18ª        | 19ª        | 20ª        | 21ª        | 22ª        | 23ª        | 24ª        | 25ª   | 26ª   |    |  |

#### Classifica in divenire
|                 | 1ª | 2ª | 3ª | 4ª | 5ª | 6ª  | 7ª  | 8ª  | 9ª  | 10ª | 11ª   | 12ª | 13ª  | 14ª | 15ª  | 16ª   | 17ª | 18ª | 19ª  | 20ª | 21ª | 22ª | 23ª | 24ª | 25ª | 26ª |
|                 |    |    |    |    |    |     |     |     |     |     |       |     |      |     |      |       |     |     |      |     |     |     |     |     |     |     |
| --------------- | -- | -- | -- | -- | -- | --- | --- | --- | --- | --- | ----- | --- | ---- | --- | ---- | ----- | --- | --- | ---- | --- | --- | --- | --- | --- | --- | --- |
| Brescia         | 1  | 4  | 7  | 7  | 8  | 9   | 10  | 10* | 13  | 13  | 16    | 16  | 17   | 18  | 19** | 19    | 22  | 23  | 26*  | 29  | 29  | 29  | 29* | 32  | 36* | 37  |
| Cesena          | 0  | 0  | 3  | 6  | 9  | 10  | 10* | 11  | 11  | 14  | 14    | 15  | 21*  | 21  | 21   | 24    | 27  | 30  | 31   | 32  | 32  | 35  | 38  | 38  | 39  | 39  |
| ChievoVerona FM | 0  | 1  | 1  | 4  | 5  | 5   | 5   | 5   | 8   | 11  | 12    | 12* | 12   | 15  | 15   | 15    | 15  | 18  | 18   | 21  | 24* | 27  | 30  | 33  | 34  | 35  |
| Cittadella      | 3  | 4  | 7  | 7  | 7* | 7   | 7*  | 7   | 7*  | 7*  | 10    | 13  | 17*  | 18* | 20*  | 23*   | 23  | 23  | 24   | 27  | 28  | 31  | 34  | 37  | 37  | 38  |
| Lazio           | 3  | 4  | 7  | 8  | 9  | 10  | 10* | 10* | 10* | 10  | 14*** | 17  | 20** | 21  | 22   | 26*** | 27  | 28  | 29   | 32  | 38* | 41  | 44  | 47  | 50  | 53  |
| Orobica         | 0  | 0  | 1  | 1  | 4  | 4*  | 5   | 5   | 5*  | 5*  | 9**   | 10  | 13   | 15* | 18   | 19    | 19  | 22  | 25   | 25  | 28  | 28  | 28  | 29  | 30  | 33  |
| Perugia         | 3  | 3  | 3  | 3  | 3  | 3   | 3   | 3   | 3   | 3   | 3     | 4   | 4    | 5   | 5    | 5     | 5   | 5   | 5    | 5   | 5   | 5   | 5   | 5   | 5   | 5   |
| Pomigliano      | 1  | 4  | 7  | 10 | 11 | 11* | 11  | 11* | 11  | 14  | 17    | 20  | 26*  | 26* | 30*  | 30    | 33  | 33  | 36   | 36  | 42* | 45  | 48  | 49  | 49  | 49  |
| Pontedera       | 0  | 0  | 0  | 1  | 1  | 1*  | 1   | 4   | 7** | 7   | 7     | 8   | 11   | 12  | 13*  | 13    | 13  | 13  | 16   | 17  | 17  | 17  | 17  | 17  | 20  | 21  |
| Ravenna         | 3  | 4  | 5  | 8  | 9  | 10  | 13  | 13* | 13* | 13* | 13    | 13  | 16*  | 19  | 25*  | 27*   | 27  | 27* | 30   | 31  | 34  | 35  | 38* | 38  | 41  | 44  |
| Riozzese Como   | 0  | 3  | 6  | 7  | 7  | 10  | 10* | 11  | 14  | 17  | 20    | 20  | 24*  | 25  | 26   | 29    | 30  | 30  | 31   | 31  | 34  | 34  | 34* | 37  | 39* | 40  |
| Roma CF         | 3  | 3  | 3  | 3  | 3  | 3   | 3   | 3*  | 3*  | 3*  | 3     | 3   | 3    | 4   | 6*   | 9     | 12  | 15  | 21** | 24  | 27  | 30  | 30  | 30  | 31  | 34  |
| Tavagnacco      | 1  | 4  | 4  | 7  | 8  | 11  | 11  | 11* | 11  | 11  | 14    | 17  | 20** | 20  | 23   | 27*   | 30  | 30  | 31   | 32  | 33  | 33  | 36  | 39  | 40  | 40  |
| Vicenza         | 1  | 4  | 4  | 5  | 8  | 8   | 8*  | 8*  | 8*  | 8   | 9     | 9   | 13*  | 14  | 15*  | 19*   | 22  | 25  | 26   | 26  | 26  | 27  | 27  | 27  | 27  | 28  |

### Individuali

#### Classifica marcatrici
| Gol | Rigori |  | Giocatore             | Squadra         |
| --- | ------ |  | --------------------- | --------------- |
| 26  | 4      |  | Adriana Martín        | Lazio           |
| 16  |        |  | Julia Glaser          | Roma CF         |
| 14  |        |  | Francisca Yeboaa      | Vicenza         |
| 12  |        |  | Edona Kastrati        | Vicenza         |
| 12  | 4      |  | Romina Pinna          | Pomigliano      |
| 11  |        |  | Sandy Iannella        | Pontedera       |
| 9   |        |  | Simona Cimatti        | Ravenna         |
| 9   |        |  | Greta Di Luzio        | Riozzese Como   |
| 9   |        |  | Ana Lucía Martínez    | Roma CF         |
| 9   |        |  | Luana Merli           | Brescia         |
| 9   |        |  | Alessia Rognoni       | Riozzese Como   |
| 8   |        |  | Giuseppina Moraca     | Pomigliano      |
| 8   |        |  | Maddalena Porcarelli  | Cesena          |
| 8   | 2      |  | Sandra Žigić          | Orobica         |
| 7   |        |  | Stefania Dallagiacoma | ChievoVerona FM |
| 7   |        |  | Caterina Ferin        | Tavagnacco      |
| 7   |        |  | Noemi Visentin        | Lazio           |
| 7   | 1      |  | Rachele Peretti       | ChievoVerona FM |